# 한국수출포장공업
한국수출포장공업 주식회사(韓國輸出包裝工業 株式會社)는 대한민국의 골판지 제조 기업이다.

## 역사
1957년 허병기 창업자가 일본 마루마쓰(丸松)사로부터 골판지 박스제조 기계를 도입, 부산 감만동 1000평 부지에 골판지 포장회사를 설립하면서 시작되었다1974년 6월 8일 유가증권 거래소시장에 상장하였다.